# Урзензоллен
Урзензоллен (нім. Ursensollen) — громада в Німеччині, розташована в землі Баварія. Підпорядковується адміністративному округу Верхній Пфальц. Входить до складу району Амберг-Зульцбах.
Площа — 72,91 км2. Населення становить 3759 ос. (станом на 31 грудня 2020).